# Рияд Марез
Рия̀д Марѐз (на френски: Riyad Mahrez роден на 21 февруари 1991 в Сарсел) е роден във Франция алжирски футболист, играе като крило и се състезава за арабския Ал Ахли.

## Личен живот
Марез е роден във френския град Сарсел. Баща му е алжирец, а майка му мароканка. В детските си години Марез често прекарва ваканциите си в Алжир.

## Клубна кариера

### Ранна кариера
През 2009 година Марез преминава в отбора от четвъртото ниво на френския футбол Кимпер. През първия сезон изиграва 22 мача и отбелязва два гола за този отбор.
През 2010 година подписва договор с отбора на Льо Авър. В началото играе за втория отбор. Постепенно пробива в първия отбор и за него изиграва 60 мача и отбелязва шест гола във френската Лига 2 в периода 2011 – януари 2014 година.

### Лестър Сити
На 11 януари 2014 година преминава в клуба от английския Чемпиъншип Лестър Сити. На 25 януари 2014 година прави своя дебют за „лисиците“, заменяйки в 79-ата минута Лойд Дайър при победата с 2–0 над Мидълзбро. Записва още четири мача като резерва преди мениджъра на отбора Найджъл Пиърсън да сподели, че Марез е готов да е титуляр. В един от тези четири мача Рияд отбелязва гол срещу местния враг Нотингам Форест. Лестър и Марез печелят промоция за елита на Англия.
Дебюта си във Висшата лига прави на 16 август 2014 година. Първия си гол в английския елит отбелязва на 4 октомври 2014 година при равенството 2–2 с Бърнли.
През август 2015 година Марез подписва нов договор с Лестър Сити. На 8 август 2015 година отбелязва гол в първия мач през новия сезон при победата с 4–2 над Съндърланд.
След като отбелязва четири гола в първите четири мача за сезон 2015/16 Марез е номинирам за наградата „Играч на месеца“ за месец септември. Към месец ноември 2015 година Марез има седем гола в десет мача през сезона.

## Национален отбор
През ноември 2013 година Марез изразява желание да играе за Алжир. През май 2014 година Марез прави своя дебют за Алжир, след като започва като титуляр в контролата срещу Армения.
На 2 юни е повикан в състава на Алжир за Световното първенство в Бразилия.
На 15 октомври отбелязва първия си гол за Алжир в квалификация за Купата на Африканските нации през 2015 година срещу Малави. През декември 2014 година е включен в състава на Алжир за Купата на Африка през 2015 година.